# Тасуново
Тасу́ново (до 1948 года Кош-Кую́, также Кучкуевка; укр. Тасунове, крымскотат. Qoş Quyu, Къош Къую) — село в Ленинском районе Крыма в составе Чистопольского сельского поселения (согласно административно-территориальному делению Украины — Чистопольского сельсовета Автономной Республики Крым).

## Население
| 2001 | 2014 |
| ---- | ---- |
| 41   | ↘14  |

Всеукраинская перепись 2001 года показала следующее распределение по носителям языка
| Язык             | Процент |
| ---------------- | ------- |
| русский          | 53,66   |
| крымскотатарский | 39,02   |
| украинский       | 7,32    |

### Динамика численности
| - 1805 год — 45 чел. - 1864 год — 3 чел. - 1889 год — 82 чел. - 1892 год — 25 чел. - 1902 год — 21 чел. - 1915 год — 0/49 чел. | - 1926 год — 172 чел. - 1939 год — 172 чел. - 1989 год — 21 чел. - 2001 год — 41 чел. - 2009 год — 30 чел. - 2014 год — 14 чел. |

## Современное состояние
На 2017 год в Тасуново числится 2 улицы — Придорожная и Центральная; на 2009 год, по данным сельсовета, село занимало площадь 53 гектара на которой, в 9 дворах, проживало 30 человек. Тасуново связано автобусным сообщением с Керчью и соседними населёнными пунктами.

## География
Тасуново расположено в восточной части района и Керченского полуострова, в северных отрогах Парпачского хребта, у начала одного из притоков-балок реки Аджиельская, высота центра села над уровнем моря 96 м. Находится примерно в 42 километрах (по шоссе) на восток от районного центра Ленино, ближайшая железнодорожная станция Чистополье (на линии Джанкой — Керчь) — около 8 километров. Транспортное сообщение осуществляется по региональной автодороге 35Н-353 Чистополье — до шоссе «граница с Украиной — Джанкой — Феодосия — Керчь» (по украинской классификации — С-0-10846).

## История
Первое документальное упоминание села встречается в Камеральном Описании Крыма… 1784 года, судя по которому, в последний период Крымского ханства Копкую входил в Орта Керченский кадылык Кефинского каймаканства. После присоединения Крыма к России (8) 19 апреля 1783 года, (8) 19 февраля 1784 года, именным указом Екатерины II сенату, на территории бывшего Крымского Ханства была образована Таврическая область и деревня была приписана к Левкопольскому, а после ликвидации в 1787 году Левкопольского — к Феодосийскому уезду Таврической области. Перед Русско-турецкой войной 1787—1791 годов производилось выселение крымских татар из прибрежных селений во внутренние районы полуострова, в ходе которого в Кош-Кую было переселено 70 человек. В конце войны, 14 августа 1791 года всем было разрешено вернуться на место прежнего жительства. После Павловских реформ, с 1796 по 1802 год, входила в Акмечетский уезд Новороссийской губернии. По новому административному делению, после создания 8 (20) октября 1802 года Таврической губернии, Кош-Кую был включён в состав Акмозской волости Феодосийского уезда.
По Ведомости о числе селений, названиях оных, в них дворов… состоящих в Феодосийском уезде от 14 октября 1805 года , в деревне Кош пуи числилось 4 двора и 45 жителей. На военно-топографической карте генерал-майора Мухина 1817 года деревня Кушкий обозначена с 12 дворами. После реформы волостного деления 1829 года Каш Кую, согласно «Ведомости о казённых волостях Таврической губернии 1829 года», отнесли к Чурубашской волости (переименованной из Аккозской). На карте 1836 года в деревне 6 дворов, а на карте 1842 года Кош кую обозначен условным знаком «малая деревня», то есть, менее 5 дворов и в 2,5 км южнее — развалины Кош кую.
В 1860-х годах, после земской реформы Александра II, деревню приписали к Сарайминской волости. Согласно «Списку населённых мест Таврической губернии по сведениям 1864 года», составленному по результатам VIII ревизии 1864 года, Кошкуй — владельческий хутор с 1 двором и 3 жителями при колодцах. На трёхверстовой карте Шуберта 1865—1876 года в деревне Кош-Кую обозначено 2 двора. По «Памятной книге Таврической губернии 1889 года», по результатам Х ревизии 1887 года, в деревне Кошкуй числилось 10 дворов и 82 жителя. По «…Памятной книжке Таврической губернии на 1892 год» в безземельной деревне Кошкуй, не входившей ни в одно сельское общество, числилось 25 жителей, домохозяйств не имеющих. По «…Памятной книжке Таврической губернии на 1902 год» на хуторе Кошкуй, входившем в Ново-Александровское сельское общество, числился 21 житель, домохозяйств не имеющих. По Статистическому справочнику Таврической губернии. Ч.II-я. Статистический очерк, выпуск пятый Феодосийский уезд, 1915 год, на хуторе Кошкуй (на земле наследников Олива) Сарайминской волости Феодосийского уезда числилось 5 дворов (все дворы безземельные) с русским населением в количестве 49 человек только «посторонних» жителей, из которых 23 мужчины и 26 женщин. Жители землёй не владели, в примечании указано, что у Олива при селении было 1250 десятин земли. В хозяйствах имелось 54 лошади, 96 волов и 48 коров.
После установления в Крыму Советской власти, по постановлению Крымревкома, 25 декабря 1920 года из Феодосийского уезда был выделен Керченский (степной) уезд, а, постановлением ревкома № 206 «Об изменении административных границ» от 8 января 1921 года была упразднена волостная система и в составе Керченского уезда был создан Керченский район в который вошло село (в 1922 году уезды получили название округов. 11 октября 1923 года, согласно постановлению ВЦИК, в административное деление Крымской АССР были внесены изменения, в результате которых округа были отменены и основной административной единицей стал Керченский район в который вошло село, в который включили село. Согласно Списку населённых пунктов Крымской АССР по Всесоюзной переписи 17 декабря 1926 года, в селе Кош-Кую Либкнехтовского сельсовета Керченского района числилось 41 двор, все крестьянские, население составляло 172 человека (95 мужчин и 77 женщин). В национальном отношении учтено 169 русских, 2 украинцев и 1 немец. Постановлением ВЦИК «О реорганизации сети районов Крымской АССР» от 30 октября 1930 года (по другим сведениям 15 сентября 1931 года) Керченский район упразднили и село включили в состав Ленинского, а, с образованием в 1935 году Маяк-Салынского района (переименованного 14 декабря 1944 года в Приморский) — в состав нового района. По данным всесоюзной переписи населения 1939 года в селе проживало 172 человека. На километровой карте Генштаба Красной армии 1941 года в селе Кош-Кую обозначено 25 дворов.

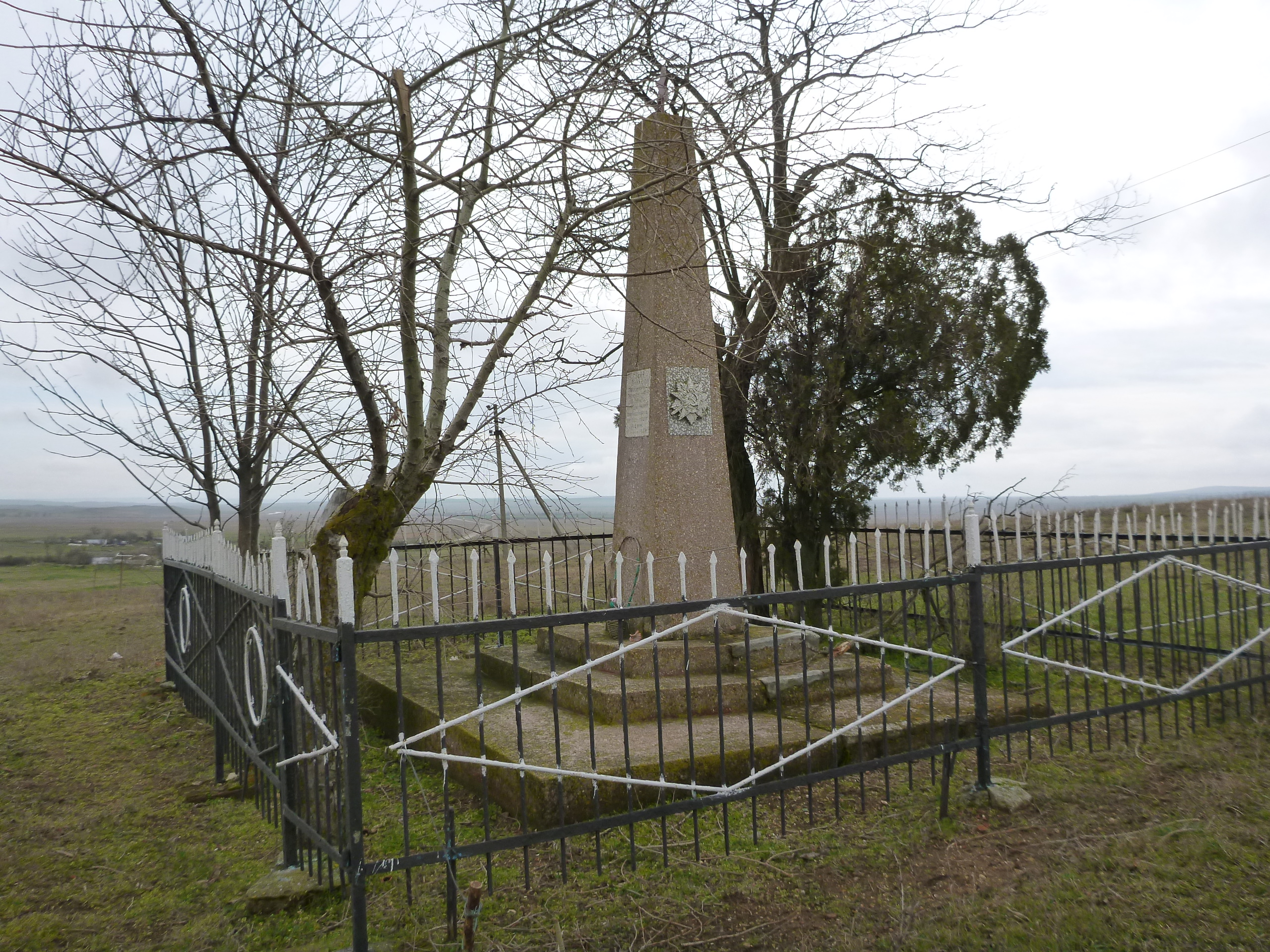
Памятный знак Герою Советского Союза Тасую Б. Т.

После освобождения Крыма от фашистов, 12 августа 1944 года было принято постановление № ГОКО-6372с «О переселении колхозников в районы Крыма» и в сентябре того же года в район приехали первые новоселы 204 семьи из Тамбовской области, а в начале 1950-х годов последовала вторая волна переселенцев из различных областей Украины. С 25 июня 1946 года Кош-Кую в составе Крымской области РСФСР. Указом Президиума Верховного Совета РСФСР от 18 мая 1948 года, Кош-Кую переименовали в Тасуново в честь Героя Советского Союза Бориса Тасуя, погибшего в декабре 1943 года в районе села. 26 апреля 1954 года Крымская область была передана из состава РСФСР в состав УССР. Время включения в Чистопольский сельский совет пока не установлено: на 15 июня 1960 года село уже числилось в его составе. Указом Президиума Верховного Совета УССР «Об укрупнении сельских районов Крымской области», от 30 декабря 1962 года Приморский район был упразднён и вновь село присоединили к Ленинскому. По данным переписи 1989 года в селе проживал 21 человек. С 12 февраля 1991 года село в восстановленной Крымской АССР, 26 февраля 1992 года переименованной в Автономную Республику Крым. С 21 марта 2014 года в составе Крыма аннексировано Россией.
Могила Героя Советского Союза Бориса Тасуя Республика Крым, Ленинский район, Чистопольский сельсовет, севернее с. Тасуново, у дороги в с. Чистополье — памятник истории местного значения. Решением Крымского облисполкома от 05 сентября 1969 № 595, охранный № 1292. Охранная зона памятника 5,0 × 5,0 м, утверждена решением Крымского облисполкома от 15 января 1980 № 16.  Объект культурного наследия народов РФ регионального значения. Рег. № 911710855590005 (ЕГРОКН)